# Dendostrea rosacea
Dendostrea rosacea is een tweekleppigensoort uit de familie van de Ostreidae. De wetenschappelijke naam van de soort is voor het eerst geldig gepubliceerd in 1836 door Deshayes.